# Missiologie

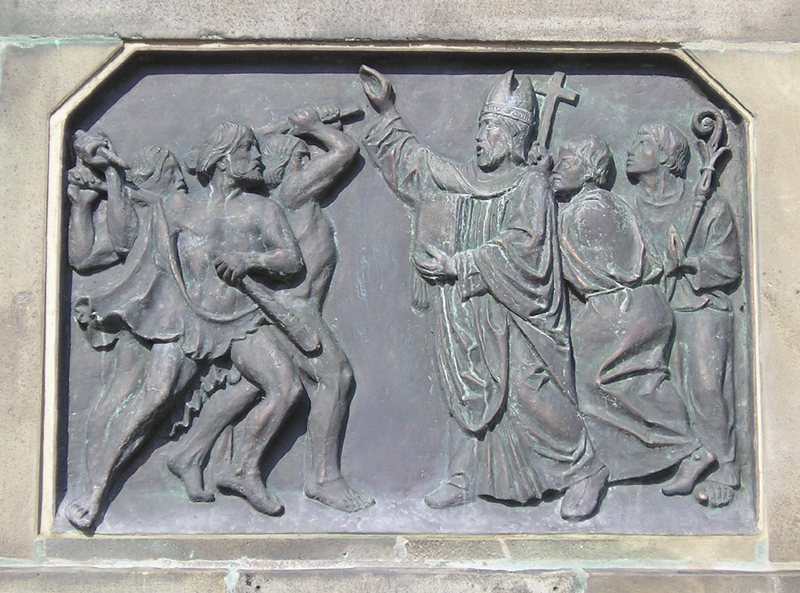
Bonifatius, zendeling te Friesland

Missiologie is de missie- of zendingswetenschap. Het eerste woorddeel is ontleend aan het Latijnse woord missio ('het wegzenden'), dat is afgeleid van het werkwoord mittere ('zenden'). Op hun beurt zijn dat weer vertalingen van Griekse woorden die zijn afgeleid van apostellein (zenden). Deze begrippen hebben de huidige terminologie rondom christelijke zending bepaald, zoals 'zendeling', 'missionaris', 'missionair' (alles wat de zending betreft), enzovoort.

## Vakgebied
Christelijke zending heeft betrekking op alles wat de kerk 'naar buiten toe' doet of organiseert, met als doel de wereld om haar heen te beïnvloeden. Dit gebeurt door evangelisatie, werken aan gerechtigheid en vrede, het bestrijden van armoede, en (recent steeds meer) inzet voor een beter leefmilieu. De missiologie bestudeert alle aspecten van (vooral) deze christelijke zending. Traditioneel is de missiologie vaak ondergebracht bij het vakgebied van de praktische theologie. Er is echter ook een benadering die de missiologie ziet als een verzameling van wetenschappen die interdisciplinair samenwerken, min of meer equivalent aan andere 'verzamelwetenschappen' zoals mediëvistiek of bewegingswetenschappen.

## Geschiedenis
Vooral na de kolonisatie van (Zuid-)Amerika (rond 1500) kwam er een explosie van (vooral rooms-katholieke) zendingsactiviteiten vanuit Europa op gang. Dit lokte de eerste missiologische studies uit. Deze werden vooral geschreven door leden van de orde van de Jezuïeten. Geïnspireerd door deze studies schreef de Nederlandse theoloog Gisbertus Voetius een studie over het planten van kerken. Voetius gaf hiermee als eerste protestant een systematische en omvattende beschrijving van de achtergronden en opvattingen over zending.
Na de tweede explosie van zending, aan het eind van de achttiende eeuw, en nu vooral onder invloed van protestantse geloofsgemeenschappen, groeide de behoefte aan academische reflectie op zending. De Duitse theoloog Friedrich Schleiermacher voegde de studie van de zending (Theorie des Missionswesens) als eerste toe aan het theologisch curriculum, in de tweede editie van zijn Kurze Darstellung des Theologischen Studiums (1830). De generale synode van de Presbyteriaanse Kerk in de Verenigde Staten besloot in 1830 al om aan hun theologisch seminarie in Princeton een "Professor of Pastoral Theology and Missionary Instruction" aan te stellen, met o.a. als doel om onderwijs in de missiologie te verzorgen. In 1855 verdween het vak echter weer van het curriculum. In het algemeen worden de protestantse theologen Alexander Duff (1806-1878, leerstoel in Edinburgh in 1864) en Gustav Warneck (1834-1910, leerstoel in Halle in 1896), en de katholieke theoloog Joseph Schmidlin (1876-1944, leerstoel in Münster in 1914) beschouwd als de eerste academische missiologen.
Hoewel na de dekolonisatie van Afrika en Azië (midden van de twintigste eeuw) er veel kritiek kwam op zendingsactiviteiten, bleef de missiologie als academische discipline bestaan. Het vakgebied groeide mee met de ontwikkelingen en kreeg een toenemend aantal specialisaties.
Een van de belangrijkste ontwikkelingen is de groei van het niet-westers christendom. Hierdoor heeft de missiologie zich in toenemende mate geconcentreerd op interculturele theologie en interreligieuze dialoog. Klassieke benaderingen van de missiologie, die meer nadruk leggen op evangelisatie en kerkplanting, zijn echter ook nog springlevend. De invloed van niet-westerse christenen die steeds meer het Westen als zendingsterrein zien, mag hier niet onderschat worden.

## Onderzoeksgroepen
In het Nederlandse taalgebied zijn er academische leerstoelen in de missiologie en/of interculturele theologie aan de Vrije Universiteit Amsterdam, Evangelische Theologische Faculteit Leuven, Theologische Universiteit Kampen, Protestantse Theologische Universiteit (Amsterdam en Groningen), Radboud Universiteit Nijmegen. Aan de Universiteit Utrecht is er een leerstoel 'Studie van het wereldchristendom' en aan de Universiteit Leiden bestaat een leerstoel 'History of World Christianity'.
Veel missiologisch onderzoek wordt gedaan in het Nijmegen Institute for Mission Studies van de Radboud Universiteit Nijmegen. Het Centrum voor Interculturele Theologie, Interreligieuze Dialoog, Missiologie en Oecumenica (IIMO) aan de Universiteit Utrecht werd in 2004 opgenomen in de Faculteit Theologie, waardoor er een eind kwam aan het zelfstandig bestaan van IIMO. De theologische faculteit werd vervolgens opgenomen in de Faculteit Geesteswetenschappen. De bibliotheek van het IIMO bestaat echter nog steeds en is beschikbaar voor onderzoek. Aan de Theologische Universiteit Kampen is er daarnaast een volledige eenjarige masteropleiding missiologie, met speciale aandacht voor het seculiere Westen.